# Segnaletica stradale in Danimarca
I segnali stradali in Danimarca, così come nelle Isole Faer Oer ed in Groenlandia, sono regolati dal Samlet oversigt over varianter af færdselstavler, vejvisningstavler samt kant- og baggrundsafmærkninger (Panoramica delle varianti di segnali stradali, segnaletica stradale e di frontiera e marcature sfondo), sono installati lungo il ciglio della strada sul lato destro della carreggiata e sono suddivisi in 9 categorie: segnali di pericolo, di precedenza, di divieto, di obbligo, di indicazione, di direzione, per ciclisti, di servizi, di bordo strada, pannelli integrativi, segnaletica temporanea e per pannelli a messaggio variabile. Sono stati modificati in ultima istanza con la normativa del febbraio 2013.
Se vi è del testo nei segnali, questo è in lingua danese. Come nella maggior parte dei Paesi europei, non possono essere installati più di tre segnali sullo stesso supporto, ed il più importante deve essere posto in cima agli altri. La maggior parte dei segnali sono basati su disegni come nella maggior parte dei Paesi europei, eccezion fatta per quelli con scritte come il segnale di Fermarsi e dare precedenza o quello di Dogana.
Agli incroci non regolati da segnaletica stradale o semafori vige la regola generale di dare la precedenza ai veicoli provenienti da destra, a meno che non sia altrimenti specificato.

## Segnali di pericolo
I segnali di pericolo in Danimarca hanno sfondo bianco ed una classica forma triangolare.
| Segnale danese | Significato                                                    | Spiegazione |
|                | Intersezione con strada che non gode del diritto di precedenza | Presegnala un incrocio con una strada di minore importanza in cui si ha la precedenza sui veicoli provenienti sia da destra che da sinistra. Il simbolo che compare nel segnale può essere modificato per rispecchiare l'effettiva disposizione delle strada che si incrociano. |
|                | Intersezione con circolazione rotatoria                        | Presegnala una intersezione regolata da circolazione rotatoria situato in un luogo dove normalmente un conducente non si aspetterebbe di trovarla. |
|                | Attraversamento pedonale                                       | Presegnala un attraversamento pedonale dove i pedoni che attraversano godono del diritto di precedenza. Si noti che nei 5 metri precedenti un attraversamento pedonale è vietata la fermata dei veicoli. |
|                | Doppio senso di circolazione                                   | Segnala un tratto di strada che da senso unico diventa a doppio senso. Il segnale può essere posizionato direttamente nel punto dove inizia il doppio senso di circolazione. |
|                | Semaforo                                                       | Presegnala un impianto semaforico situato in un luogo dove normalmente un conducente non si aspetterebbe di trovarlo (ad esempio dopo un dosso cieco o su un tratto di strada dove si viaggi a velocità elevata). |
|                | Coda                                                           | Presegnala un tratto di strada in cui è in atto un forte rallentamento od una coda del traffico. |
|                | Ciclisti                                                       | Presegnala un luogo dove ciclisti e conducenti di ciclomotori leggeri attraversano o si immettono sulla carreggiata. Si noti che nei 5 metri precedenti un attraversamento ciclabile è vietata la fermata dei veicoli. |
|                | Bambini                                                        | Segnala luoghi frequentati da bambini, come le scuole, i giardini pubblici, i campi di gioco e simili. Il segnale può anche essere utilizzato per indicare che dei sorveglianti regolano l'attraversamento della strada da parte dei bambini: in tal caso assieme al segnale è installato un pannello integrativo con la scritta Skole (scuola) e due luci gialle lampeggianti. |
|                | Cavalieri                                                      | Segnala la possibilità di incontrare persone che esercitano l'equitazione sulla carreggiata. |
|                | Attraversamento di animali selvatici                           | Presegnala un tratto di strada con probabile improvvisa presenza od attraversamento di animali selvatici. Il simbolo presente nel segnale può essere variato e rappresentare anche altri animali. |
|                | Attraversamento di animali domestici                           | Presegnala un tratto di strada con probabile improvvisa presenza od attraversamento di animali domestici. Il simbolo presente nel segnale può essere variato e rappresentare anche altri animali. |
|                | Strada sdrucciolevole                                          | Presegnala un tratto di strada che in particolari condizioni climatiche od ambientali può diventare sdrucciolevole. |
|                | Ghiaia                                                         | Presegnala la presenza di pietrisco, di materiale minuto o granaglia che può essere proiettato a distanza o scagliato in aria dai veicoli in transito. |
|                | Caduta massi                                                   | Presegnala il pericolo di caduta massi dalla parete rocciosa soprastante con possibile presenza di pietre sulla carreggiata. |
|                | Banchina pericolosa                                            | Presegnala un tratto di strada con una banchina pericolosa; i pannelli integrati possono precisare se il pericolo deriva dal fatto che la banchina è cedevole (Blød rabat) o da un alto gradino laterale (Høj kant). Generalmente il segnale è posto direttamente all'inizio del tratto interessato dal pericolo. |
|                | Dosso                                                          | Segnala un dosso rallentatore di velocità. |
|                | Strada deformata                                               | Segnala un tratto di strada in cattivo stato o con pavimentazione irregolare. |
|                | Lavori                                                         | Presegnala cantieri di lavori in corso, depositi temporanei di materiale, presenza di macchinari adibiti ai lavori stradali. |
|                | Curva a destra                                                 | Presegnala un tratto di strada non rettilineo pericoloso per la limitata visibilità o per caratteristiche del tracciato (curva stretta a destra). |
|                | Curva a sinistra                                               | Presegnala un tratto di strada non rettilineo pericoloso per la limitata visibilità o per caratteristiche del tracciato (curva stretta a sinistra). |
|                | Serie di curve, la prima a destra                              | Presegnala una serie di curve, di cui la prima verso destra. |
|                | Serie di curve, la prima a sinistra                            | Presegnala una serie di curve, di cui la prima verso sinistra. |
|                | Strettoia                                                      | Segnala un restringimento pericoloso della carreggiata. |
|                | Strettoia asimmetrica a destra                                 | Segnala un restringimento pericoloso sul lato destro della carreggiata. |
|                | Strettoia asimmetrica a sinistra                               | Segnala un restringimento pericoloso sul lato sinistro della carreggiata. |
|                | Galleria                                                       | Segnala l'approssimarsi di una galleria stradale. |
|                | Discesa pericolosa                                             | Presegnala un tratto di strada in discesa secondo il senso di marcia. La pendenza massima è espressa in percentuale. |
|                | Salita ripida                                                  | Presegnala un tratto di strada in forte salita secondo il senso di marcia. La pendenza massima è espressa in percentuale. |
|                | Attraversamento di tram                                        | Segnala attraversamento tranviario. |
|                | Passaggio a livello senza barriere                             | Segnala un passaggio a livello senza barriere ed è integrato con il pannello distanziometrico a tre barre rosse. |
|                | Passaggio a livello con barriere                               | Segnala un passaggio a livello con barriere ed è integrato con il pannello distanziometrico a tre barre rosse. |
|                | Incrocio con una ferrovia con un solo binario                  | Segnala un passaggio a livello con una ferrovia con un solo binario, ed invita quindi i conducenti alla massima prudenza, invitandoli a fermarsi immediatamente se fossero attive le due luci rosse lampeggianti e/o il segnale acustico che indicano l'avvicinarsi del treno. |
|                | Incrocio con una ferrovia con più di un binario                | Segnala un passaggio a livello con una ferrovia avente più di un binario, ed invita quindi i conducenti alla massima prudenza, invitandoli a fermarsi immediatamente se fossero attive le due luci rosse lampeggianti e/o il segnale acustico che indicano l'avvicinarsi del treno. |
|                | Pannelli distanziometrici                                      | Indicano la distanza dal passaggio a livello con o senza barriere per il quale vengono installati; in particolare i pannelli con tre strisce rosse sono collocati sotto al segnale triangolare di pericolo mentre quelli con due ed una striscia sono rispettivamente a 2/3 e a 1/3 della distanza tra il primo pannello e il passaggio a livello. Di norma i pannelli distanziometrici non sono utilizzati su strada in cui la velocità di percorrenza è inferiore o uguale a 60 km/h. I pannelli sono posti rispettivamente sul lato destro o sinistro della carreggiata (le strisce rosse sono inclinate verso il basso nella direzione della strada). |
|                | Ponte mobile                                                   | Presegnala una struttura stradale mobile comunque manovrabile. |
|                | Sbocco su argine o molo                                        | Presegnala il pericolo di caduta in acqua. Il segnale può essere posizionato direttamente sul bordo del molo o dell'argine. |
|                | Vento laterale                                                 | Presegnala la possibilità di forti raffiche di vento laterale. |
|                | Passaggio di aeroplani a bassa quota                           | Presegnala la possibilità di improvvisi forti rumori o abbagliamenti dovuti ad aeroplani a bassa quota. |
|                | Passaggio di elicotteri a bassa quota                          | Presegnala la possibilità di improvvisi forti rumori o abbagliamenti dovuti ad elicotteri a bassa quota. |
|                | Altri pericoli                                                 | Segnala un pericolo diverso da quelli indicati negli altri segnali di pericolo. |

## Segnali di precedenza
| Segnale danese | Significato                                        | Spiegazione |
|                | Dare precedenza                                    | Prescrive un incrocio in cui è necessario dare precedenza in corrispondenza della linea orizzontale. |
|                | Fermarsi e dare la precedenza                      | Prescrive l'obbligo di arrestarsi in ogni caso in corrispondenza della striscia trasversale di arresto ad un incrocio e di dare precedenza. Se la visibilità sulla strada è buona, i ciclisti e i conducenti di ciclomotori leggeri che percorrono una pista ciclabile e che intendono svoltare a destra sono esentati dall'obbligo di compiere un arresto completo. |
|                | Confluenza                                         | Indica la confluenza, su un'unica arteria, di due strade precedentemente distinte. |
|                | Strada con diritto di precedenza                   | Indica l'inizio di una strada il cui traffico ha diritto di precedenza. Si noti che, al di fuori dei centri abitati, sulla carreggiata di strada con diritto di precedenza è vietata la sosta dei veicoli. |
|                | Fine della strada con diritto di precedenza        | Indica la fine di una strada il cui traffico ha diritto di precedenza. |
|                | Precedenza ai veicoli provenienti in senso inverso | Prescrive di dare precedenza ai veicoli provenienti in direzione opposta in una strada a doppio senso che consente il passaggio di una sola fila di veicoli. |
|                | Precedenza rispetto al traffico inverso            | Indica la precedenza rispetto ai veicoli provenienti in direzione opposta in una strada a doppio senso che consente il passaggio di una sola fila di veicoli. |

## Segnali di divieto
I segnali di divieto in Danimarca sono circolari, con simboli neri su sfondo bianco ed hanno il bordo rosso. Le eccezioni sono i segnali di divieto di sosta che hanno un simbolo rosso su sfondo blu. Tutti questi segnali sono validi dal punto in cui sono installati in avanti fino al punto in cui è posizionato un segnale di fine del divieto o fino al successivo incrocio a seconda del segnale.
| Segnale danese | Significato                                                                       | Spiegazione |
|                | Divieto di svoltare a destra                                                      | Vieta di svoltare a destra al prossimo incrocio. |
|                | Divieto di svoltare a sinistra                                                    | Vieta di svoltare a sinistra al prossimo incrocio e di effettuare un'inversione di marcia. |
|                | Divieto d'inversione                                                              | Vieta di effettuare un'inversione di marcia. |
|                | Divieto di accesso                                                                | Vieta ai veicoli di entrare in una strada accessibile invece in un altro senso. |
|                | Divieto di transito                                                               | Vieta a tutti i veicoli di entrare in una strada. |
|                | Divieto di transito a tutti i veicoli a motore                                    | Vieta a tutti i veicoli a motore (eccetto che ai motocicli leggeri) di entrare in una strada. |
|                | Divieto di circolazione per i motocicli e per i ciclomotori pesanti               | Vieta il transito a tutti i motocicli e ai ciclomotori pesanti. |
|                | Divieto di circolazione per gli autocarri                                         | Vieta il transito agli autocarri; se il segnale è accompagnato da un pannello integrativo riportante un valore di peso il divieto di transito si intende solamente per gli autocarri che superano il peso indicato.                                                                  |
|                | Divieto di circolazione per gli autobus                                           | Vieta il transito agli autobus; se il segnale è accompagnato da un pannello integrativo riportante un valore di peso il divieto di transito si intende solamente per gli autobus che superano il peso indicato.                                                                      |
|                | Divieto di circolazione per i veicoli che trasportano merci pericolose            | Vieta il transito ai veicoli che trasportano merci pericolose, come esplosivi, benzina, materie tossiche o radioattive. |
|                | Divieto di circolazione ai mezzi agricoli e alle macchine operatrici              | Vieta il transito a tutti i mezzi agricoli e alle macchine operatrici; se il segnale è accompagnato da un pannello integrativo riportante un valore di peso il divieto di transito si intende solamente per i mezzi agricoli e le macchine operatrici che superano il peso indicato. |
|                | Divieto di circolazione ai mezzi a trazione animale e ai mezzi ad essi assimilati | Vieta il transito a tutti i mezzi a trazione animale e ai mezzi ad essi assimilati. |
|                | Divieto di circolazione alle biciclette                                           | Vieta il transito alle biciclette e ai ciclomotori leggeri. |
|                | Divieto di circolazione ai ciclomotori leggeri                                    | Vieta il transito ai ciclomotori leggeri. |
|                | Accesso vietato agli animali da sella                                             | Vieta il transito agli animali da sella. |
|                | Accesso vietato ai pedoni                                                         | Vieta il transito ai pedoni. |
|                | Peso massimo                                                                      | Vieta il transito a tutti i veicoli aventi massa effettiva superiore a quella indicata in tonnellate al momento del transito; nel caso di complessi di veicoli il limite di massa si intende valido per ciascun veicolo componente il complesso.                                     |
|                | Peso massimo di autocarri ed autotreni                                            | Vieta il transito di complessi di veicoli aventi massa effettiva superiore complessiva superiore a quella indicata in tonnellate al momento del transito. |
|                | Peso massimo sull'asse                                                            | Vieta il transito ai veicoli aventi sull'asse più caricato una massa superiore a quella indicata al momento del transito. |
|                | Peso massimo sulla coppia di assi                                                 | Vieta il transito ai veicoli aventi sulla coppia di assali gemelli più caricata (o sul singolo asse non gemello) una massa superiore a quella indicata al momento del transito. |
|                | Larghezza massima                                                                 | Vieta il transito ai veicoli aventi larghezza superiore a quella indicata in metri. |
|                | Altezza massima                                                                   | Vieta il transito ai veicoli aventi altezza superiore a quella indicata in metri. |
|                | Lunghezza massima                                                                 | Vieta il transito ai veicoli od ai complessi di veicoli di lunghezza superiore alla lunghezza indicata in metri. |
|                | Divieto di sorpasso                                                               | Vieta a tutti i veicoli di sorpassare altri veicoli che non siano biciclette a due ruote o ciclomotori leggeri a due ruote. |
|                | Divieto di sorpasso per gli autocarri                                             | Vieta agli autocarri di sorpassare altri veicoli che non siano biciclette a due ruote o ciclomotori leggeri a due ruote. |
|                | Fine divieto di sorpasso                                                          | Indica la fine del divieto a tutti i veicoli di sorpassare altri veicoli che non siano biciclette a due ruote o ciclomotori leggeri a due ruote. |
|                | Fine del divieto di sorpasso per gli autocarri                                    | Indica la fine del divieto agli autocarri di sorpassare altri veicoli che non siano biciclette a due ruote o ciclomotori leggeri a due ruote. |
|                | Velocità massima                                                                  | Indica la velocità massima in chilometri orari alla quale i veicoli possono procedere immediatamente dopo il segnale. Il limite di velocità si applica fino ad un segnale di fine limite di velocità o ad un nuovo limite di velocità.                                               |
|                | Fine della velocità massima                                                       | Indica la fine del limite sulla velocità massima alla quale i veicoli possono procedere e ripristina il consueto limite di velocità relativo alla strada percorsa. |
|                | Fine delle prescrizioni precedentemente imposte                                   | Indica la fine delle prescrizioni precedentemente imposte (tranne quelle riguardanti sosta e fermata). |
|                | Divieto di fermata                                                                | Vieta la sosta e la fermata o qualsiasi temporanea sospensione della marcia ai veicoli. |
|                | Divieto di sosta                                                                  | Vieta la sosta, fermata prolungata (parcheggio) ai veicoli, in quei luoghi dove per regola generale non vige tale divieto. |
|                | Fermarsi per controlli                                                            | Obbliga i conducenti all'arresto per i controlli di polizia. |

## Segnali di obbligo
I segnali di obbligo in Danimarca sono circolari come quelli di divieto ma hanno i simboli bianchi su sfondo blu.
| Segnale danese | Significato                                                 | Spiegazione |
|                | Direzione obbligatoria dritto                               | Indica che la sola direzione consentita al conducente è quella di andare diritto. |
|                | Direzione obbligatoria a sinistra                           | Indica che la sola direzione consentita al conducente è quella di andare a sinistra. |
|                | Direzione obbligatoria a destra                             | Indica che la sola direzione consentita al conducente è quella di andare a destra. |
|                | Preavviso di direzione obbligatoria a sinistra              | Preavvisa che la sola direzione consentita al conducente è quella di andare a sinistra. |
|                | Preavviso di direzione obbligatoria a destra                | Preavvisa che la sola direzione consentita al conducente è quella di andare a destra. |
|                | Circolare diritto o svoltare a sinistra                     | Direzioni consentite a dritto ed a sinistra. |
|                | Circolare diritto o svoltare a destra                       | Direzioni consentite a dritto ed a destra. |
|                | Svoltare a destra o a sinistra                              | Direzioni obbligatorie a destra ed a sinistra. |
|                | Intersezione con percorso rotatorio obbligato               | Indica ai conducenti l'obbligo di circolare nel verso antiorario indicato dalle frecce attorno all'area di rotazione. È posto subito prima di una piazza dove si svolge circolazione rotatoria.                                                                     |
|                | Passaggio obbligatorio a sinistra                           | Obbliga i conducenti di veicoli a motore (diversi dai ciclomotori leggeri) a passare a sinistra di un ostacolo. L'obbligo imposto non si applica se il veicolo deve passare a destra per raggiungere una fermata di autobus, un parcheggio o strutture similari.    |
|                | Passaggio obbligatorio a destra                             | Obbliga i conducenti di veicoli a motore (diversi dai ciclomotori leggeri) a passare a destra di un ostacolo. L'obbligo imposto non si applica se il veicolo deve passare a sinistra per raggiungere una fermata di autobus, un parcheggio o strutture similari.    |
|                | Passaggio obbligatorio a sinistra o a destra                | Obbliga i conducenti di veicoli a motore (diversi dai ciclomotori leggeri) a passare a sinistra od a destra dell'ostacolo. |
|                | Pista ciclabile                                             | Indica l'inizio di un percorso riservato e obbligatorio per le biciclette e ciclomotori leggeri. |
|                | Percorso pedonale                                           | Indica un percorso riservato e obbligatorio per i pedoni. |
|                | Percorso riservato ai quadrupedi da sella                   | Indica un percorso riservato e obbligatorio per i quadrupedi da sella. |
|                | Pista ciclabile alla destra del marciapiede                 | Indica l'inizio di una pista ciclabile contigua al marciapiede; l'uso dei percorsi riservati è obbligatorio per le rispettive categorie. |
|                | Pista ciclabile alla destra del marciapiede                 | Indica l'inizio di una pista per quadrupedi contigua al marciapiede; l'uso dei percorsi riservati è obbligatorio per le rispettive categorie. |
|                | Pista ciclabile alla sinistra del marciapiede               | Indica l'inizio di una pista ciclabile alla sinistra del marciapiede; l'uso dei percorsi riservati è obbligatorio per le rispettive categorie. |
|                | Pista per quadrupedi contigua al percorso ciclopedonale     | Indica l'inizio di una pista per quadrupedi contigua al percorso ciclopedonale; l'uso dei percorsi riservati è obbligatorio per le rispettive categorie. |
|                | Pista per quadrupedi alla destra del percorso ciclopedonale | Indica l'inizio di una pista per quadrupedi alla destra del percorso pedonale ciclopedonale; l'uso dei percorsi riservati è obbligatorio per le rispettive categorie.                                                                                               |
|                | Pista per quadrupedi alla sinistra del marciapiede          | Indica l'inizio di una pista per quadrupedi alla sinistra del marciapiede; l'uso dei percorsi riservati è obbligatorio per le rispettive categorie. |
|                | Percorso misto pedonale e ciclabile                         | Indica l'inizio di un percorso riservato ai pedoni ed alle biciclette; l'uso del percorso misto è obbligatorio per pedoni e ciclisti. |
|                | Percorso misto pedonale, ciclabile e per quadrupedi         | Indica l'inizio di un percorso riservato ai pedoni, alle biciclette ed ai quadrupedi; l'uso del percorso misto è obbligatorio per pedoni, ciclisti e quadrupedi. |
|                | Velocità minima                                             | Obbliga i conducenti di veicoli (con l'eccezione delle biciclette e i ciclomotori leggeri) a circolare ad una velocità in chilometri orari uguale o superiore a quella indicata nel segnale. La prescrizione si applica fino ad un segnale di fine velocità minima. |
|                | Fine velocità minima                                        | Indica la fine del tratto stradale con velocità minima impostata. |

## Segnali di indicazione
| Segnale danese | Significato                                            | Spiegazione |
|                | Passaggio pedonale                                     | Indica un attraversamento pedonale non regolato da semaforo e non in corrispondenza di un incrocio stradale. Si noti che nei 5 metri precedenti un attraversamento pedonale è vietata la fermata dei veicoli. |
|                | Strada senza uscita                                    | Indica una strada senza uscita per tutti i veicoli. |
|                | Preavviso di strada senza uscita                       | Preavvisa una strada senza uscita per tutti i veicoli continuando come pista ciclabile. |
|                | Preavviso di strada senza uscita a sinistra            | Preavvisa una strada a sinostra senza uscita per tutti i veicoli continuando come pista ciclabile. |
|                | Preavviso di strada senza uscita a destra              | Preavvisa una strada a sinostra senza uscita per tutti i veicoli continuando come pista ciclabile. |
|                | Senso unico                                            | Segnala il termine del doppio senso di circolazione all'interno di una carreggiata. |
|                | Senso unico                                            | Segnala il termine del doppio senso di circolazione all'interno di una carreggiata. |
|                | Percorso raccomandato ai mezzi indicati nel segnale    | Indica l'inizio di una percorso raccomandato ai mezzi indicati nel segnale. |
|                | Segnale guida per disabili                             | Indica la presenza di rampa per la discesa dal marciapiede o un parcheggio riservato ai disabili |
|                | Segnale guida per ipovedenti                           | Indica che la prescrizione è riservata alle persone ipovedenti. |
|                | Sovrappassaggio                                        | Indica la presenza di un sovrappassaggio pedonale. |
|                | Fermata di autobus                                     | Segnala una fermata di autobus. |
|                | Fermata di tram                                        | Segnala una fermata di tram. |
|                | Parcheggio                                             | Indica un parcheggio autorizzato. Consente la sosta a tempo indeterminato salvo indicazioni differenti. |
|                | Parcheggio al coperto                                  | Indica un parcheggio autorizzato al coperto. Consente la sosta a tempo indeterminato salvo indicazioni differenti. |
|                | Piazzuola di emergenza                                 | Indica una piazzola dove è consentita la fermata di emergenza. |
|                | Inizio tratto con velocità consigliata                 | Segnala un tratto di strada in cui è consigliato di non superare la velocità indicata. |
|                | Fine tratto con velocità consigliata                   | Segnala la fine del tratto di strada in cui è consigliato di non superare velocità indicata. |
|                | Autostrada                                             | Indica l'inizio di un'autostrada. |
|                | Strada riservata ai veicoli a motore                   | Indica l'inizio di una strada riservata ai veicoli a motore. |
|                | Fine dell'autostrada                                   | Indica la fine di un'autostrada. |
|                | Fine strada riservata ai veicoli a motore              | Indica la fine di una strada riservata ai veicoli a motore. |
|                | Zona pedonale                                          | Indica l'inizio di una zona pedonale. |
|                | Fine della zona pedonale                               | Indica la fine della zona pedonale. |
|                | Zona residenziale                                      | Indica l'inizio di una zona residenziale. Nelle zone residenziali i pedoni possono occupare tutta la superficie stradale ed è ammesso il gioco in strada; in ragione di ciò i veicoli devono procedere con particolare attenzione, a basse velocità (non oltre 15 km/h) e devono concedere la precedenza ai pedoni (ai quali è fatto obbligo di non intralciare inutilmente il transito dei veicoli). Inoltre è vietata la sosta dei veicoli (diversi da bici, ciclomotori e motociclette a due ruote) al di fuori degli spazi espressamente predisposti per ciò. |
|                | Fine della zona residenziale                           | Indica la fine di una zona residenziale. |
|                | Zona a velocità consigliata                            | Indica l'inizio di una zona a velocità consigliata. |
|                | Inizio del centro abitato                              | Indica l'inizio di un centro abitato (e delle regole che regolano la circolazione nelle strade urbane). |
|                | Fine del centro abitato                                | Indica la fine di un centro abitato (e delle regole che regolano la circolazione nelle strade urbane). |
|                | Zona a fermata vietata                                 | Indica una zona in cui vige il divieto di sosta e fermata. |
|                | Zona a velocità limitata                               | Indica una zona in cui la velocità è limitata a 40 km/h. |
|                | Fine della zona a sosta vietata                        | Indica la fine della zona con divieto di sosta. |
|                | Fine della zona di parcheggio                          | Indica la fine della zona destinata a parcheggio autorizzato. |
|                | Fine zona a velocità limitata                          | Indica la fine di una zona con velocità limitata. |
|                | Fine della zona con divieto di transito agli autocarri | Indica la fine della zona con divieto di transito agli autocarri. |
|                | Limiti di velocità generali                            | Indica i limiti generali di velocità presenti nello Stato, validi per le autovetture. È posto in prossimità delle frontiere. |
|                | Controllo di velocità                                  | Indica un tratto di strada soggetto a rilevazione automatica della velocità. |

## Segnali di direzione
I segnali di direzione in Danimarca hanno sfondo bianco per indicare località geografiche raggiungibili su strade comuni, sfondo blu se installati lungo strade principali o sfondo verde lungo le autostrade. Come nella maggior parte d'Europa, i segnali con sfondo bianco indicano destinazioni locali, quelli con sfondo marrone indicano località o destinazioni turistiche e quelli con sfondo arancione sono utilizzati lungo deviazioni temporanee.
| Segnale danese | Significato                                                                                   | Spiegazione |
|                | Segnalazione di direzioni su viabilità non autostradale                                       | Indica le direzioni (località, porti e aeroporti) raggiungibili al prossimo incrocio mediante la viabilità non autostradale.                        |
|                | Segnalazione di direzioni su autostrada                                                       | Indica le direzioni raggiungibili al prossimo mediante la viabilità autostradale.                                                                   |
|                | Segnalazione di direzioni per attrazione turistica o servizi                                  | Indica le attrattive turistiche o i servizi raggiungibili al prossimo incrocio.                                                                     |
|                | Segnalazione di direzioni temporaneo                                                          | Indica le direzioni raggiungibili al prossimo incrocio lungo una deviazione.                                                                        |
|                | Segnalazione di direzioni a tabella                                                           | Indica le direzioni raggiungibili al prossimo incrocio e le distanze da esse.                                                                       |
|                | Segnalazione di direzione per attività privata                                                | Indica le direzioni da seguire da raggiungere un'attività lavorativa privata.                                                                       |
|                | Segnalazione di direzioni per un parcheggio                                                   | Indica le direzione da seguire per raggiungere un parcheggio.                                                                                       |
|                | Presegnalazioni di direzioni in una rotatoria                                                 | Indica in anticipo le direzioni raggiungibili al prossimo incrocio regolato da circolazione rotatoria.                                              |
|                | Presegnalazione di direzioni in un incrocio                                                   | Indica in anticipo le direzioni raggiungibili al prossimo incrocio mostrando una rappresentazione schematica della conformazione dell'intersezione. |
|                | Presegnalazione di direzioni a tabella                                                        | Indica in anticipo le direzioni raggiungibili al prossimo incrocio (mediante un segnale a tabella).                                                 |
|                | Segnalazione di uscita autostradale                                                           | Indica le direzioni raggiungibili alla prossima uscita autostradale.                                                                                |
|                | Segnale di conferma                                                                           | Indica la distanza alle prossime località raggiungibili tramite la strada che si sta percorrendo.                                                   |
|                | Parco nazionale                                                                               | Indica il nome di un parco nazionale. |
|                | Fine del parco nazionale                                                                      | Indica la fine di un parco nazionale. |
|                | Ingresso in Danimarca                                                                         | Indica l'ingresso nel territorio nazionale danese. Viene installato in prossimità dei confini con altre nazioni UE.                                 |
|                | Numero strada europea e numero di strada che conduce ad una strada europea                    | Identificano una strada europea ed una strada che conduce alla strada europea col numero indicato.                                                  |
|                | Numero di strada di strada principale e numero di strada che conduce ad una strada principale | Identificano una strada principale ed una strada che conduce alla strada principale col numero indicato (segnale con il bordo tratteggiato).        |
|                | Numero di strada secondaria e numero di strada che conduce ad una strada secondaria           | Identificano una strada secondaria ed una strada che conduce alla strada secondaria col numero indicato (segnale con il bordo tratteggiato).        |
|                | Numero di circonvallazione su strada principale e strada secondaria                           | Identificano una circonvallazione su una strada principale e su una strada secondaria (indicate rispettivamente dallo sfondo giallo e bianco).      |
|                | Numero di pista ciclabile nazionale                                                           | Identifica una pista ciclabile nazionale (numeri da 1 a 15).                                                                                        |
|                | Numero di pista ciclabile regionale o locale                                                  | Identifica una pista ciclabile regionale (numeri da 16 a 99) o locale (numeri da 100 a 999).                                                        |
|                | Strada turistica                                                                              | Indica una strada di interesse turistico. |

## Segnali per biciclette
| Segnale danese | Significato                                                    | Spiegazione |
|                | Numero pista ciclabile principale                              | Identifica una pista ciclabile principale.                                                                              |
|                | Numero pista ciclabile secondaria                              | Identifica una pista ciclabile secondaria.                                                                              |
|                | Strada per pedoni                                              | Identifica una strada pedonale.                                                                                         |
|                | Strada per quadrupedi da sella                                 | Identifica una strada per quadrupedi da sella.                                                                          |
|                | Direzioni per pista ciclabile                                  | Indica le direzioni raggiungibili all'incrocio lungo una pista ciclabile.                                               |
|                | Segnalazione di direzioni per percorso pedonale                | Indica le direzioni raggiungibili all'incrocio lungo un percorso pedonale.                                              |
|                | Segnalazione di direzioni per percorso per quadrupedi da sella | Indica le direzioni raggiungibili all'incrocio lungo un percorso per quadrupredi da sella.                              |
|                | Preavviso di incrocio lungo una pista ciclabile                | Preavvisa le direzioni raggiungibili al prossimo incrocio lungo una pista ciclabile.                                    |
|                | Preavviso di rotonda lungo una pista ciclabile                 | Preavvisa le direzioni raggiungibili al prossimo incrocio regolato da circolazione rotatoria lungo una pista ciclabile. |